# Tjuonjajaure
Tjuonjajaure är en sjö i Kiruna kommun i Lappland och ingår i Torneälvens huvudavrinningsområde. Sjön har en area på 0,23 kvadratkilometer och ligger 808,3 meter över havet. Tjuonjajaure ligger i Norra Torneträsk Natura 2000-område.

## Delavrinningsområde
Tjuonjajaure ingår i det delavrinningsområde (759312-163775) som SMHI kallar för Mynnar i Torneträsk. Medelhöjden är 910 meter över havet och ytan är 33,42 kvadratkilometer. Det finns inga avrinningsområden uppströms utan avrinningsområdet är högsta punkten. Vakkejåkka som avvattnar avrinningsområdet har biflödesordning 2, vilket innebär att vattnet flödar genom totalt 2 vattendrag innan det når havet efter 465 kilometer. Avrinningsområdet består mestadels av kalfjäll (96 procent). Avrinningsområdet har 0,23 kvadratkilometer vattenytor vilket ger det en sjöprocent på 0,7 procent.